# Pseudapis kingi
Pseudapis kingi är en biart som först beskrevs av Cockerell 1931.  Pseudapis kingi ingår i släktet Pseudapis och familjen vägbin. Inga underarter finns listade i Catalogue of Life.